# Collège classique
Le collège classique était, au Canada français et, en particulier, au Québec, un établissement d'enseignement secondaire menant à l'obtention du baccalauréat ès arts (à ne pas confondre avec un baccalauréat universitaire).
Dès sa fondation au XVIIe siècle, et jusqu'à la Révolution tranquille dans les années 1960, les 8 ans d'études au collège classique présentaient la seule voie par laquelle l'élite de la société québécoise pouvait accéder à l'université. Ses élèves se tournaient en général vers les professions libérales ou l'état ecclésiastique. Le modèle du collège européen s'est parfaitement installé et répandu au Canada français. Il fut d'abord l'affaire de l’Église, comme en Europe, en Amérique du Sud, aux États-Unis et au Canada anglais.

## Origine
Le Collège des Jésuites de Québec (aujourd'hui le Collège Saint-Charles-Garnier) fondé par les Jésuites en 1635 fut le premier à offrir, alors en Nouvelle-France, le cours classique. Il s'agissait du premier établissement d'enseignement en Amérique du Nord. Ce dernier fut le premier collège, environ 1 an avant le Harvard College en 1636. Pendant cette période, le collège recevait principalement les fils des administrateurs et des militaires de la colonie. Après la cession du Canada aux Britanniques (traité de Paris), le Collège des Jésuites fut fermé et son bâtiment transformé en caserne militaire ; tous les biens des Jésuites furent saisis par les conquérants et devinrent propriétés de l'Empire britannique. Les Jésuites, interdits de pratique et de recrutement, furent bannis.  L'éducation des bourgeois français canadiens fut par la suite confiée au Séminaire de Québec. Entre 1765 et 1840, 10 collèges classiques furent fondés, leur nombre allant croissant jusqu'en 1919. Le Séminaire de Québec reprit une partie de la mission d'enseignement des Jésuites destinée à la formation des clercs et des laïcs et servit de modèle aux nombreux autres collèges fondés au XIXe siècle au Québec, en Acadie et au Manitoba, comme l'Université de Saint-Boniface, entre autres.
La réhabilitation des Jésuites, en 1814, et leur retour au Canada en 1842, donna l'impulsion à d'autres fondations de collèges classiques dont les Collège Sainte-Marie de Montréal en 1848 et le Collège Jean-de-Brébeuf en 1928.
À la fin de XIXe siècle, les collèges classiques se multipliaient au Québec. Il se trouvaient partout sur le territoire de la province. Chaque région à part la Gaspésie avait son collège. Les villes de Québec et Montréal en avaient un et trois respectivement. Les régions avec le nombre de collèges le plus élevé furent de Sainte-Thérèse-de-Blainville et Saint-Jean-sur-Richelieu (13 collèges). Étant à l'origine des institutions pour garçons, les collèges classiques admirent les filles en 1910, quand le premier collège classique pour filles, le Collège Marguerite-Bourgeoys de Montréal, ouvrit ses portes. En 1925 un deuxième collège pour filles est ouvert, le Collège Jésus-Marie de Sillery.
Les collèges classiques ont changé de vocation et servirent de façon différente à la fin des années 60 en devenant laïques et en se fusionnant avec les instituts techniques pour devenir des cégeps.

## Contenu
Les collège classiques offraient une première étape de 4 ans de programme secondaire, et une deuxième étape de 4 ans de programme collégiale. Une fois ces deux programmes complétés, un baccalauréat ès arts était conféré aux diplômés des collèges classiques affiliés aux trois universités canadiennes-françaises qui leur décernaient le diplôme (Laval, Ottawa et Montréal). Le détenteur du BA devrait passer des examens imposés par la Faculté des arts de ces universités afin d'étudier à l'université.
Héritier d'un modèle humaniste de la tradition française qui remonte au XVIe siècle, le cours classique se concentrait principalement sur l'Antiquité gréco-romaine selon le modèle des prestigieux premiers collèges Jésuites fondés lors de la Renaissance tardive et du XVIIe s.. L'enseignement et la traduction du latin et du grec y jouaient un rôle central, ce qui amenait à fréquenter plus que des textes littéraires. Dans les langues modernes en revanche, l'accent était mis sur des classiques de la littérature, comme celle du XVIIe siècle en français. L'historien Claude Galarneau donne cette définition du cours classique : « Un enseignement essentiellement littéraire fondé sur l’étude des auteurs, par une lente gradation dans les matières allant de la grammaire à la rhétorique, le tout complété par la philosophie et les sciences. » Les 8 années du cours classique portaient les noms suivants :
1. Éléments latins ;
2. Syntaxe ;
3. Méthode ;
4. Versification ;
5. Belles-lettres ;
6. Rhétorique ;
7. Philosophie I ;
8. Philosophie II.

L'année de rhétorique était couronnée par un premier baccalauréat.

## Critique et disparition
Avant que l'enseignement secondaire devienne gratuit, assez peu de jeunes gens fréquentaient le cours classique. Celui-ci  était de plus en plus critiqué comme étant peu adapté au besoin et à la réalité du monde moderne (à cet égard, le « cours commercial » s'opposait à lui). Trop centré sur la culture classique, le curriculum s'orientait vers la théologie, la philosophie, la civilisation gréco-romaine, les lettres, négligeant les mathématiques et les sciences. L'enseignement était aussi strictement sous le contrôle du clergé catholique. Le taux d'abandon était de 70%. Fréquenter les collèges classiques représentait à l'époque un privilège de classe à un moment où le taux de scolarisation du Québec était le plus bas au Canada.
En 1966-1967, un nombre record de 98 collèges étaient en activité dans la province. Pourtant, quelques années plus tard, ces écoles privées payantes avaient pratiquement disparu, victimes des réformes massives de l'éducation. Les collèges classiques ont perdu leur identité en raison de leur absorption dans les cégeps nouvellement créés.

## Évolution
Après la réforme amorcée par le Rapport Parent, nombre de collèges classiques se transformèrent pour offrir le nouveau cours secondaire de cinq ans du nouveau système d'éducation québécois, d'autres devinrent des Cégeps, d'autres encore servirent de noyau au réseau des nouvelles Université du Québec. On supprima l'année de rhétorique, l'enseignement du grec et du latin fut abandonné et la philosophie, réduite à 4 (et plus tard à 3) cours intégra le cursus général du nouveau cours collégial.